# Béla Békéssy
Béla Békessy (Debrecen, 16 de novembre de 1875 – Volínia, 6 de juliol de 1916) va ser un tirador hongarès que va competir a començaments del segle xx.
El 1912 va prendre part en els Jocs Olímpics d'Estocolm, on disputà tres proves del programa d'esgrima. Guanyà la medalla de plata en la prova de sabre individual. En aquests mateixos Jocs disputà les proves de floret, on fou setè, i espasa individual, on quedà eliminat en sèries.
Va morir al camp de batalla durant la Primera Guerra Mundial.